# Martin Winterkorn
Martin Winterkorn (Leonberg, 24 mei 1947) is een Duits voormalig directeur en bestuurslid van Volkswagen AG.

## Carrière
Winterkorn volgde Bernd Pischetsrieder op begin 2007 als voorzitter van de raad van bestuur van Volkswagen AG, en hij was van 25 november 2009 tot 31 oktober 2015 voorzitter bij Porsche. Hij was ook voorzitter van de raad van commissarissen van Audi van 1 januari 2007 tot 11 november 2015.

## Emissieschandaal
Op 23 september 2015 nam hij ontslag als hoogste baas bij Volkswagen in de nasleep van het emissieschandaal, ook wel dieselgate genoemd. Bij Audi bleef hij nog tot 11 november 2015 aan.
Winterkorn staat, samen met vier andere voormalige Volkswagenbestuurders, vanaf februari 2021 terecht op verdenking van ernstige fraude en niet toegestane handelspraktijken.
In mei 2025 werden, na een vier jaar durend proces in Braunschweig, vier voormalige managers van Volkswagen schuldig bevonden aan fraude voor hun rol in het dieselschandaal. Normaal gezien zou Martin Winterkorn, samen met de vier andere bestuurders terechtstaan, maar zijn proces werd uitgesteld wegens gezondheidsproblemen.